# 第2航空隊 (德國國防軍)
第2航空隊（德语：Luftflotte 2）為第二次世界大戰中德國空軍的部隊。

## 历史
航空隊為當時德國空軍最大規模的編制，直接受空軍最高司令部（OKL）的指揮。
1939年2月1日第2航空隊在布倫瑞克創立，防區為德國北西部。由於在二戰爆發時資源集中於東線的第1航空隊與第4航空隊，當時本部隊整體兵力不多。至波蘭戰役結束後才開始集中戰力，並於1940年參加法國戰役。法國投降後駐紮在比利時和法國北部，在不列顛空戰中攻擊英國本土。而不列顛空戰失敗以後，則被改調到東部戰線的中央。
1941年11月15日被調至地中海地區，參與北非、義大利與地中海等地的戰鬥。
因為戰力銳減與本國防空的需求，於1944年9月27日解散